# Arapaima gigas
L'arapaima gigante (Arapaima gigas (Schinz, 1822)), noto anche come pirarucu o paiche (in Perù), è una specie di arapaima originaria del bacino dell'Amazzonia. Un tempo si credeva che fosse l'unica specie del genere Arapaima, ed è tra i più grandi pesci d'acqua dolce esistenti. Questa specie deve respirare ossigeno atmosferico ed emerge regolarmente in superficie per immagazzinare aria. L'arapaima può essere considerato un fossile vivente, cacciato e utilizzato in diversi modi dalle popolazioni locali del Sud America.
Il nome pirarucu (da pronunciare con l'accento sull'ultima sillaba) con cui è conosciuto in Brasile è di origine tupi e significa "pesce (pirá) rosso (arucu)", in riferimento alla colorazione rossastra marginale delle scaglie, prevalentemente argentee, visibile soprattutto sulla coda,  o al colore rosso-arancione della sua carne.

## Descrizione

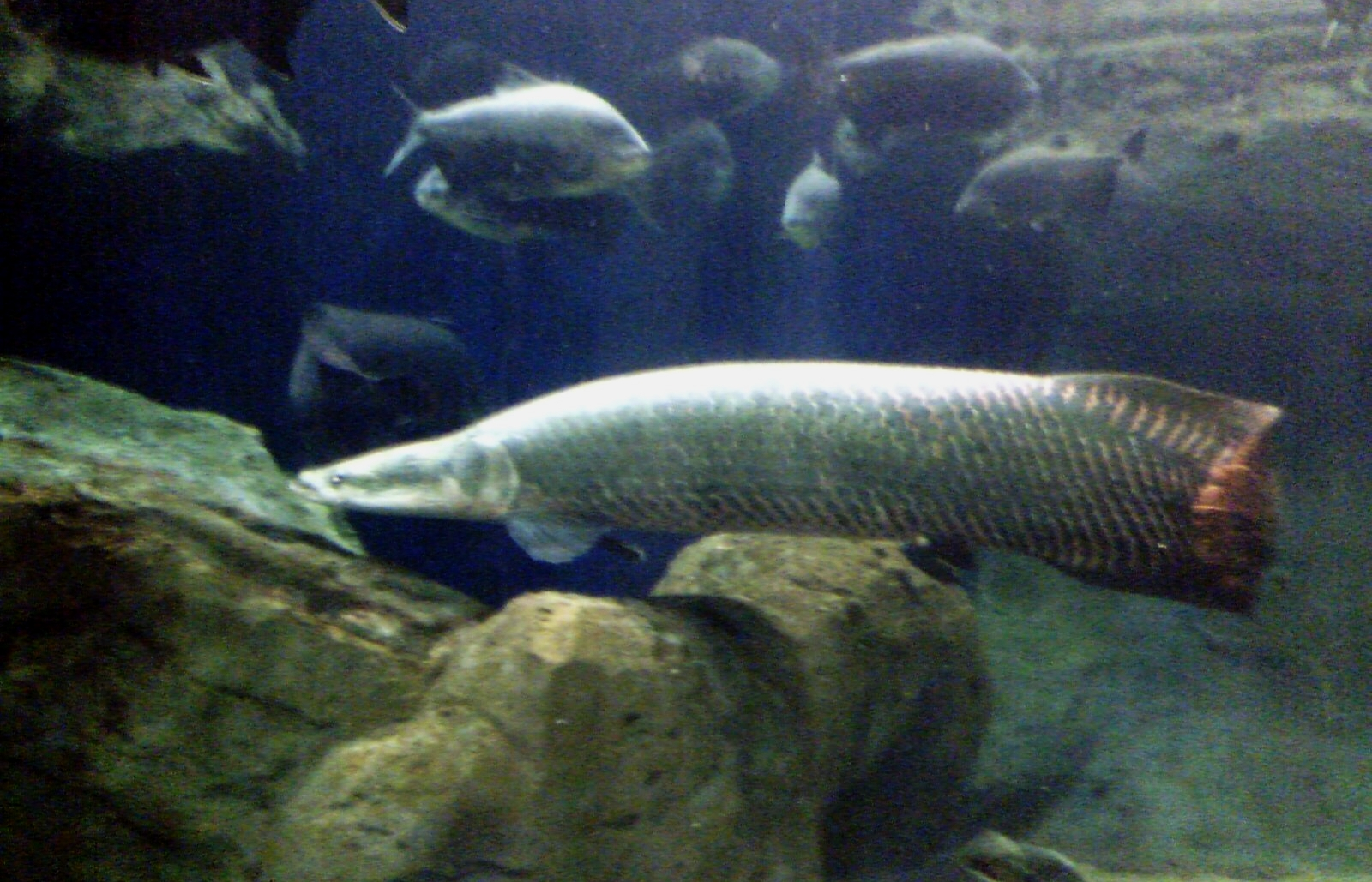
Un arapaima che mostra tutta la sua lunghezza

L'arapaima gigante è tra i più grandi pesci d'acqua dolce conosciuti, che raggiunge mediamente i 2 metri (79 pollici) di lunghezza, per un peso da adulto di 200-440 kg e, secondo cronache locali, alcuni esemplari eccezionali potevano raggiungere anche i 4,50 metri (15 piedi) e un peso di 800 kg. Tuttavia, attualmente vi sono pochi esemplari di grandi dimensioni, a causa della pesca eccessiva di questa specie e del calo delle risorse ittiche.
L'arapaima gigante ha un corpo snello con pinne dorsali e anali posizionate nella parte posteriore del corpo verso la coda. La livrea è solitamente grigio-argentata o grigio-verde interrotta sovente da macchie arancioni-rosse sulla parte terminale delle scaglie, soprattutto sul ventre e sulla coda, il che dà al pesce il suo nome locale brasiliano "pirarucu" che significa "pesce rosso". Particolare è la striatura sulle scaglie che indica l'età del pesce. Questi pesci hanno "scaglie flessibili simili a una corazza" costituite da "uno strato esterno duro mineralizzato" e "uno strato interno resistente ma flessibile", che li protegge dagli attacchi dei piranha. L'animale possiede una linguetta ossuta o dentata, caratteristica distintiva della specie, da cui prende il nome l'ordine Osteoglossiformes. Altra sua caratteristica è la modalità con cui respira, evolutasi a causa dell'habitat povero di ossigeno in cui vive: ogni 10-20 minuti sale in superficie e ingoia aria nella vescica natatoria (vicino alla gola).

## Distribuzione e habitat
L'arapaima gigante è diffusa soprattutto nel bacino idrografico del Rio delle Amazzoni; può essere trovato in Bolivia, Brasile, Colombia, Guyana e Perù. Vive sia nelle acque chiare sia nelle acque torbide e fangose. Gran parte dell'habitat dell'arapaima è caratterizzato da acqua nella quale l'ossigeno è carente, poiché è situato in zone paludose della foresta pluviale. In Bolivia, l'arapaima è considerata una specie invasiva, che colpisce le specie autoctone locali e l'ecosistema. Fu trovato per la prima volta nel 1976, e presumibilmente introdotto dal Perù durante un'inondazione da un allevamento ittico peruviano. La specie è stata introdotta in parti dell'Asia orientale, sia per scopi di pesca sia accidentalmente.
Fossili di arapaima (o specie molto simili) sono stati trovati in Colombia, nella Formazione Villavieja, che risale al Miocene.

## Tassonomia
Arapaima gigas era originariamente considerata come l'unica specie del genere Arapaima, ma la successiva identificazione di ulteriori specie, insieme alla rarità degli esemplari e alla perdita di diversi esemplari tipo, ha portato ad alcune incertezze riguardo alla classificazione all'interno del genere e all'identità di individui descritti.

## Ecologia

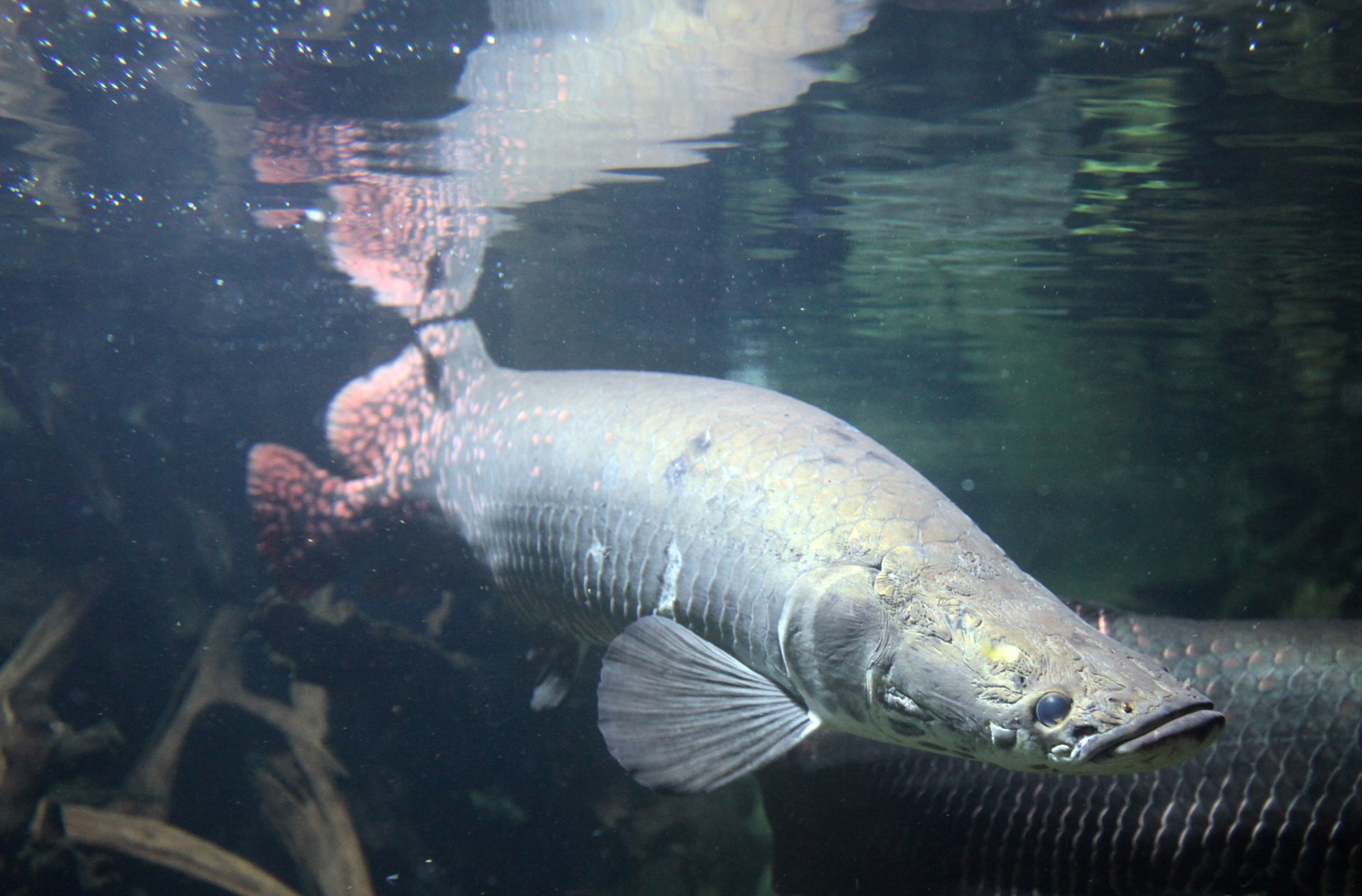
Arapaima in cattività

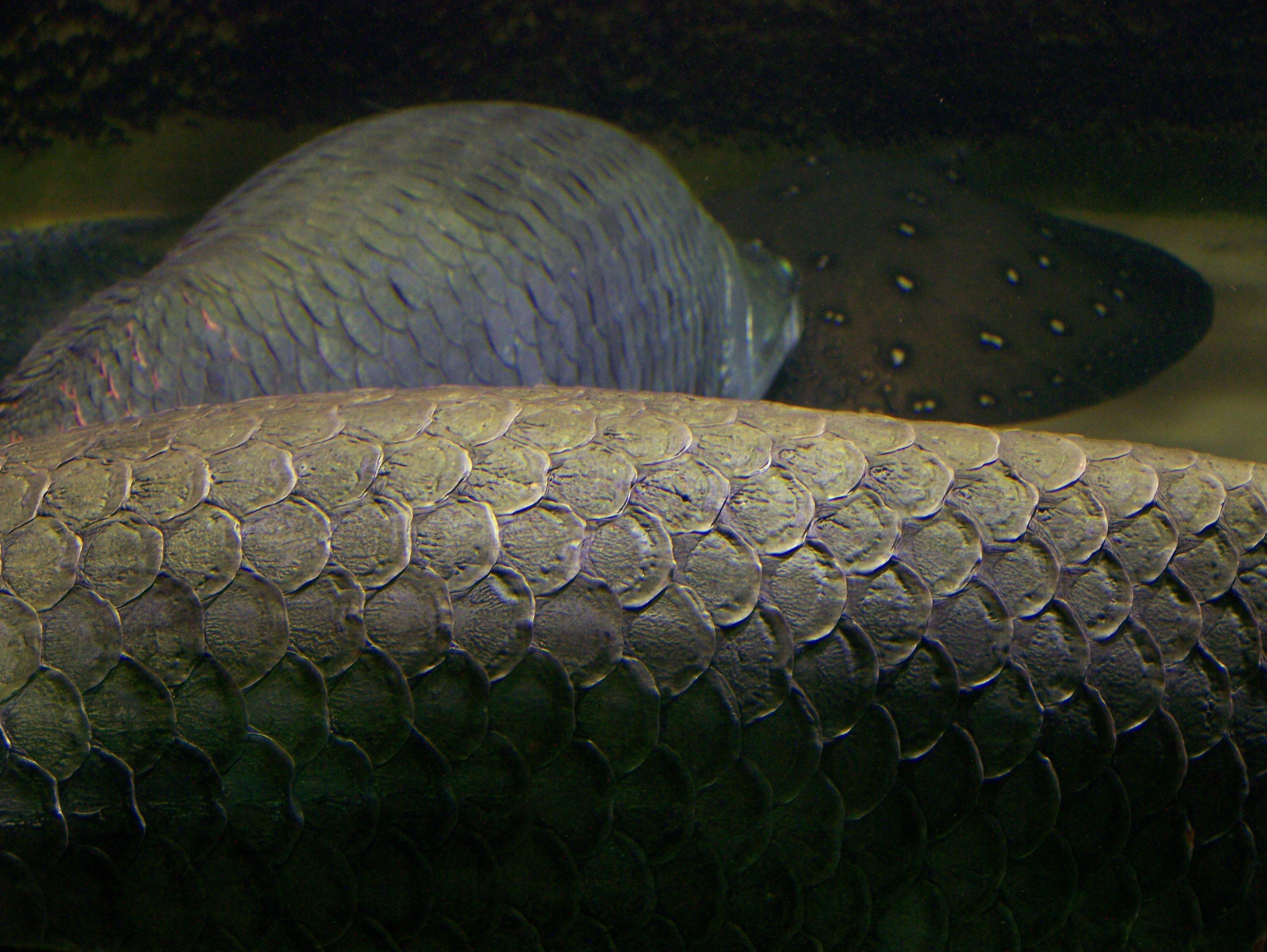
Particolare delle scaglie dell'arapaima

### Riproduzione
La femmina raggiunge la maturità sessuale all'età di cinque anni, quando ha raggiunto una lunghezza di 1,60 metri. La stagione degli amori va da dicembre a maggio. La riproduzione è anche legata al periodo delle inondazioni stagionali semestrali e alla conseguente fluttuazione delle acque; infatti l'animale depone le uova tra febbraio e aprile quando il livello delle acque è più basso, in una sorta di nido, di solito un avvallamento sabbioso largo 50 centimetri e a una profondità di 15 centimetri sotto il livello dell'acqua. Mentre le uova giungono a maturazione e si schiudono, il livello dell'acqua sale notevolmente, e la prole nata troverà così cibo per il proprio sostentamento. Il padre è un genitore premuroso, che protegge sia le uova sia gli avannotti. Questi ultimi vengono richiamati dal padre e mantenuti in prossimità del genitore per mezzo di feromoni che emanano dal proprio muso.

### Alimentazione
L'arapaima gigante è principalmente un predatore, che si ciba di pesci, lumache, gamberi d'acqua dolce, vermi, vegetali, tartarughe d'acqua dolce, serpenti, rane, granchi, cavallette, plancton e anche piranha. Si nutre generalmente in prossimità della superficie dell'acqua, perciò può predare anche uccelli o altri animali terrestri che si trovino in acqua. Si nutre anche di frutti e semi che cadono in acqua. Casualmente ingerisce anche sassi, sabbia e carbone.

### Predatori
L'arapaima gigante è al vertice della catena alimentare ittica, e gli unici predatori naturali degli esemplari adulti sono i caimani (Caiman crocodilus). Questa specie è cacciata attivamente anche dall'uomo che ne apprezza le carni saporite.

## Conservazione

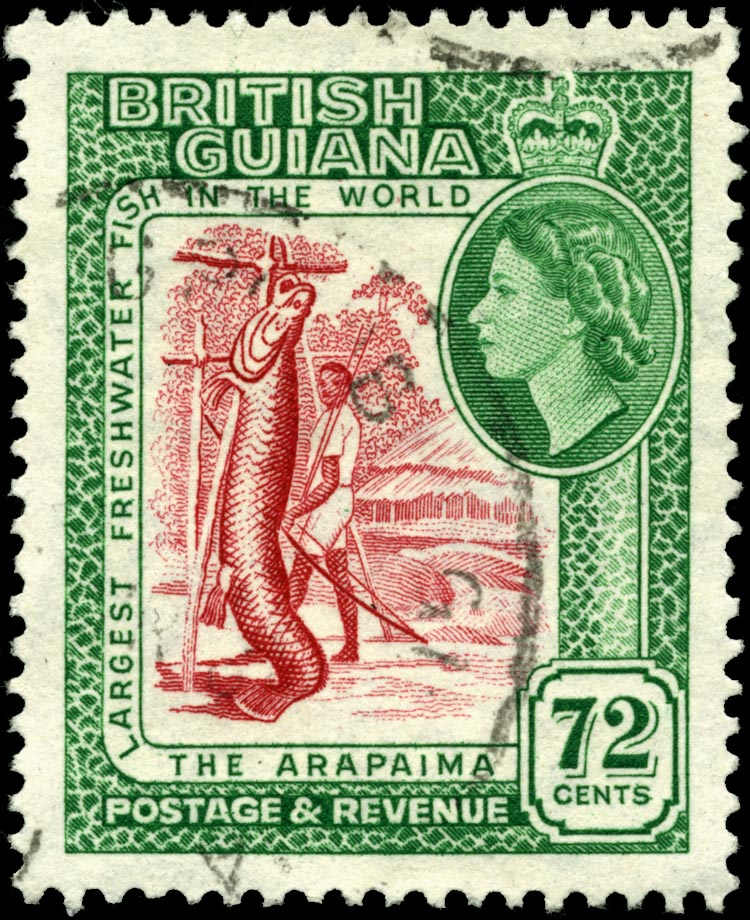
Arapaima disegnato su un francobollo postale del 1954 della Guiana Britannica

La specie in passato venne pesantemente colpita dalla pesca eccessiva; l'abitudine di questi pesci di salire verso la superficie per respirare li rende facili da individuare e catturare. L'IUCN attualmente non ha assegnato uno stato di conservazione ad A. gigas a causa della mancanza di informazioni dettagliate sugli sviluppi della popolazione. La pesca all'arapaima è stata vietata in Brasile dal 1996 al 1999, a causa del calo demografico; da allora, sia la pesca di sussistenza sia quella commerciale sono state consentite in aree appositamente designate e una sofisticata strategia di gestione sostenibile ha portato a una massiccia ricostituzione degli stock, da 2 500, nel 1999, a oltre 170 000, nel 2017.
In Bolivia, il paiche è una specie invasiva e considerata una minaccia per le specie autoctone locali. Esistono vari rapporti sulla correlazione tra la diffusione del paiche e il declino del numero di specie ittiche autoctone in alcune parti dell'Amazzonia boliviana. Gli effetti sulle popolazioni di specie ittiche locali e sui comportamenti di pesca variano fortemente da regione a regione. Uno studio congiunto del governo boliviano e di diverse organizzazioni di ricerca del 2017 sottolinea la necessità di valutare ulteriormente il complesso impatto ambientale e socioeconomico del paiche nel paese.

## Curiosità
Durante la realizzazione di una puntata del programma televisivo River Monsters, è stato pescato, in Guyana, un esemplare di cui successivamente è stata fatta l'analisi genetica. L'analisi ha dimostrato una differenza significativa rispetto agli esemplari campionati nel resto dell'habitat sudamericano dell'arapaima. È ora al vaglio la definizione di una nuova specie.
Le scaglie degli esemplari adulti hanno una superficie rugosa e sono così dure che vengono spesso vendute ai turisti come limette per le unghie.